# Lê Phổ
Lê Phổ (né le 2 août 1907 à Hà Đông et mort le 12 décembre 2001 à Paris) est un peintre vietnamien, surtout connu pour ses portraits de femmes.

## Biographie
Descendant d'une famille de mandarins, plus précisément fils du dernier vice-roi du Tonkin, Lê Phổ est né dans le Nord du Vietnam, à Hà Đông, dans la province de Hà Tây, près de Hanoï. L'essentiel de ses études se fait à l'École des beaux-arts d'Indochine, à Hanoï, où il entre dès son ouverture (promotion 1925-1930) et où il rencontre ses deux principaux maîtres, les Français Victor Tardieu et Joseph Inguimberty. En 1931, il visite pour la première fois Paris, puis la Belgique et l'Italie, où il se prend d'admiration pour l'art de la Renaissance européenne et pour l'art religieux. En 1933, il retourne au Viêt Nam et enseigne à l'École des beaux-arts de Hanoï, tout en réalisant des commandes officielles pour l'empereur Bao Dai et son palais de Hué. 
En 1937, alors qu'il est directeur artistique de la section d'Indochine de l'Exposition internationale, il revient à Paris et s'installe dans la capitale, où sa carrière s'épanouit et où il habite jusqu'à sa mort. Lê Phổ est l'un des peintres vietnamiens les plus renommés.
Lê Phổ signe ses œuvres en chinois (黎譜) et en français. Il marque souvent d'un sceau ses peintures à l'aquarelle.
Il est le père de Pierre Le-Tan et d'Alain Le Kim.

## Expositions notables
- Lê Phô, Mai-Thu, Vu Cao Dam, pionniers de l’art moderne vietnamien en France, Musée Cernuschi, Paris, du 11 octobre 2024 au 4 mai 2025[4]